# Чиновничество в Российской империи
Чиновничество в Российской империи — описание состояния с чиновниками (современность — государственными служащими) времён Российской империи.

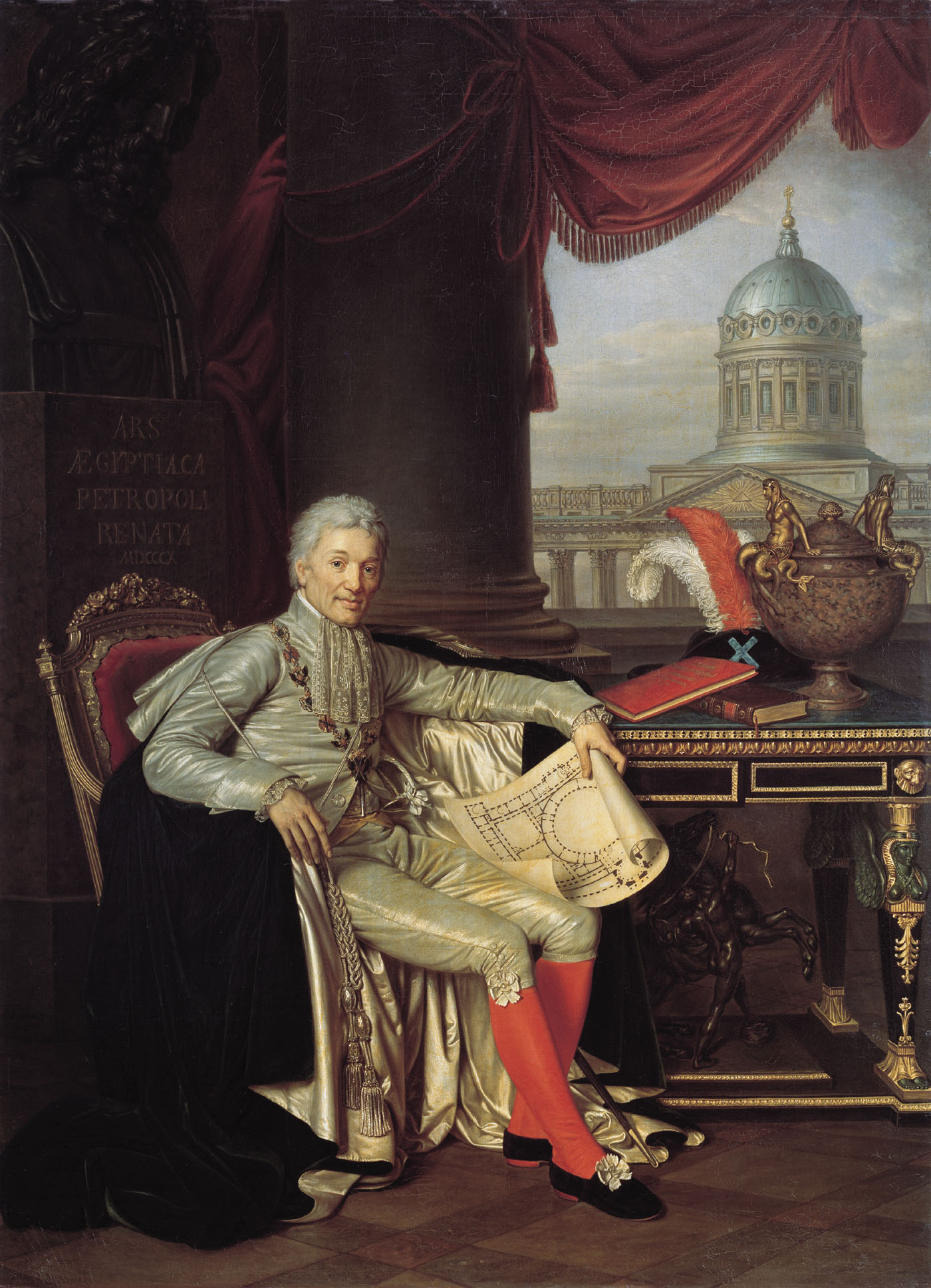
Портрет А. С. Строганова в одеянии кавалера ордена Андрея Первозванного

| Чины гражданской службы по Табели о рангах | Чины гражданской службы по Табели о рангах | Чины гражданской службы по Табели о рангах |
| Класс                                      | Чин                                        | Титулование                                |
| ------------------------------------------ | ------------------------------------------ | ------------------------------------------ |
| I                                          | Канцлер                                    | высокопревосходительство                   |
| II                                         | Действительный тайный советник             | высокопревосходительство                   |
| III                                        | Тайный советник                            | превосходительство                         |
| IV                                         | Действительный статский советник           | превосходительство                         |
| V                                          | Статский советник                          | высокородие                                |
| VI                                         | Коллежский советник                        | высокоблагородие                           |
| VII                                        | Надворный советник                         | высокоблагородие                           |
| VIII                                       | Коллежский асессор                         | высокоблагородие                           |
| IX                                         | Титулярный советник                        | благородие                                 |
| X                                          | Коллежский секретарь                       | благородие                                 |
| XI                                         | Корабельный секретарь                      | благородие                                 |
| XII                                        | Губернский секретарь                       | благородие                                 |
| XIII                                       | Провинциальный секретарь                   | благородие                                 |
| XIV                                        | Коллежский регистратор                     | благородие                                 |

## История
Основы организации чиновничества были заложены Петром I в Табели о рангах.
В начале XIX века число чинов в перечне сокращается с 14 до 12. Титулование распространялось на жен и дочерей чиновников. Кроме лиц, имеющих чины согласно Табели о рангах, были внетабельные служащие, не имевшие чинов (писари, курьеры и так далее).
На начало XX века должность министра соответствовала чину 2-го класса, его заместителя — 3-го и тому подобное.
Повысить чин можно было двумя способами: выслуга лет (три — четыре года), причём независимо от наличия вакантных мест; получение определённого ордена (каждый орден мог получить только определённый чин). В связи с этим существовала проблема: рабочих мест было меньше, нежели самих государственных служащих. Хотя с другой стороны, уходили из жизни раньше, чем выслугой лет проходили всю иерархию.
При приёме на службу существовали требования по образованию (кроме детей дворян). Были квоты для приема католиков, а иудеи принимались только с высшим образованием. Не допускались к службе иностранцы (кроме служащих «учебной части», «по горному делу» и тому подобное)
В целом, общее количество чиновников в Российской империи по отношению к численности населения составляло на начало XX века лишь ⅓ от соответствующего показателя в Французской республике, и ½ — Германской империи. Множество мелких административных функций, вплоть до сбора податей и призыва рекрутов, возлагались на местное крестьянское самоуправление, которое вообще никак не финансировалось из казны. На уровне крестьянских волостей не существовало постоянных представителей центрального правительства.
Внешним выражением принадлежности к государственной службе являлись обязательные мундиры (покупаемые чиновниками за свой счёт), обозначавшие ведомство, должность, род службы, для губернских служащих — также губернию.
Освобождение дворян от обязательной службы привело к массовому их уклонению от государственной службы и уменьшению числа дворян в чиновничестве. К началу XX века доля дворян в чиновничестве составляла уже не более 20 % — 40 %. Однако дворяне сохраняли доминирование в среде высшего чиновничества: во 2-й половине XIX века дворянами являлись 100 % министров, 98,2 % членов Госсовета, 95,4 % сенаторов, 100 % губернаторов, 88,2 % вице-губернаторов, 66,6 % прокуроров.
Общая численность российской бюрократии на начало XX века оценивается, вместе с некла́ссными служителями, в 500 тыс. человек.
| Численность чинов | Численность чинов | Численность чинов |
| Год               | тыс.              | на душу населения |
| ----------------- | ----------------- | ----------------- |
| 1800              | 20                | 1/2250            |
| 1856              | 82,3              | 1/929             |
| 1874              | 98,8              | нет данных        |
| 1902              | 161               | 1/335             |

Распространённое среди российского чиновничества раболепие перед начальством было неоднократно высмеяно многими классиками русской литературы: Антоном Чеховым («Толстый и тонкий», «Хамелеон»), Салтыковым-Щедриным («История одного города», «Повесть о том, как один мужик двух генералов прокормил»), Гоголем («Нос», «Шинель»).